# A.P. Lutali
A.P. Lutali (Aifili Paulo Lauvao de son nom d'origine), né le 29 décembre 1919 à Aunu'u et mort le 1er août 2002 à Pago Pago, est un homme politique des Samoa américaines, gouverneur de ce territoire américain à deux reprises de 1985 à 1989 et de 1993 à 1997.

## Biographie

### Administrateur et juriste
En 1951, il occupe le poste de superviseur administratif pour les écoles publiques; un an plus tard il est élu président de la commission de la culture samoane. En 1954, il quitte ces deux fonctions et commence à exercer auprès de la Haute Cour des Samoa américaines. En 1955, il devient président du premier Conseil de l'enseignement supérieur et est élu la même année à la Chambre des représentants du territoire dont il est président de 1955 à 1958. En 1970, il est l'un des précurseurs de l'ouverture de l'American Samoa Community College et en 1972 fonde l'association du barreau des Samoa américaines.

### Gouverneur
Devenu un membre notable de la vie politique des îles et du Parti démocrate, Lutali est élu au Sénat du territoire en 1977 et en devient président la même année. En 1984, il est élu au poste de gouverneur devant le sortant Peter Tali Coleman. Durant son premier mandat, il permet la réalisation du parc national des Samoa américaines. En 1988, il s'incline devant Coleman qui redevient gouverneur, mais Lutali prend sa revanche en 1992, privant Coleman d'un cinquième mandat. Lors de l'élection de 1996, le Parti démocrate se scinde en deux et Lutali est opposé à Tauese Sunia, candidat du même parti. Le 5 novembre, Lutali est éliminé dès le premier tour et Sunia l'emporte au second le 19 du même mois.